# Боессо, Квентин
Квентин Боессо (фр. Quentin Boesso; 18 января 1986, Баньоль-сюр-Сез, Окситания, Франция) — французский футболист, полузащитник. Игрок сборной Реюньона.

## Биография

### Клубная карьера
Начинал карьеру в фарм-клубах «Олимпик Ним» и «Гавр», за которые играл в пятом дивизионе Франции. В 2006 году переехал на Реюньон (заморский департамент Франции), где стал игроком местного клуба «Сен-Пьерруаз». В 2010 году вернулся во Францию, где подписал контракт с клубом четвёртого дивизиона «Газелек Аяччо» и в первом же сезоне стал победителем лиги. Сезон 2011/12 отыграл в третьем дивизионе, а также, неожиданно дошёл с клубом до полуфинала Кубка Франции. В полуфинальном матче вышел на замену на 66-й минуте, однако «Газелек» уступил «Олимпик Лиону» 0:4. Сезон 2012/13 провёл в другом клубе третьей лиги «Юзес», после чего вернулся на Реюньон. В составе «Сен-Пьерруаза» является многократным чемпионом Реюньона.

### Карьера в сборной
За сборную Реюньона выступал в 2008 году на кубке заморских территорий Франции, на котором сыграл 3 матча и забил 3 гола, а сборная Реюньона стала победителем турнира. В 2015 году вновь был приглашён в сборную для участия в играх островов Индийского океана. На турнире также сыграл в 3-х матчах и забил гол в финальной игре против сборной Майотты, которая завершилась победой Реюньона со счётом 3:1.